# Blanka, kći Luja IX.
Blanka Francuska (francuski Blanche de France) (1253. — 1323.) bila je francuska kraljevna i kastiljska infanta. Bila je dijete kralja Luja IX. „Svetoga” i njegove supruge, kraljice Margarete, a rođena je u Jafi (grofovija Jafa) tijekom križarskog pohoda.
Agneza Francuska bila je Blankina mlađa sestra, dok je brat bio kralj Filip III. Blankin je otac poznat po pobožnosti te ga je Katolička Crkva kanonizirala.
Godine 1269., kraljevna Blanka – nazvana po baki – udala se za infanta Ferdinanda de la Cerdu, koji je bio infant Kastilje kao sin kastiljskog kralja Alfonsa X. Mudrog. Ferdinand (Fernando) i Blanka (šp. Blanca) dobili su sinove Alfonsa i Fernanda; Alfonsova je supruga bila plemkinja Matilda, kći grofa Eua.

## Poveznice
- Dinastija Capet